# Bertogne
Bertogne (en wallon Bièrtogne) est une section  et un village de la commune belge de Bastogne situés en Région wallonne dans la province de Luxembourg. Elle était une commune à part entière jusqu'à sa fusion avec Bastogne, le 2 décembre 2024.

## Géographie de l'ancienne commune
L'ancienne commune de Bertogne comptait trois sections, comportant chacune plusieurs localités :

### Sections
| # | Nom        | Superf. (km2) | Habitants (2020) | Habitants par km2 | Code INS |
| - | ---------- | ------------- | ---------------- | ----------------- | -------- |
| 1 | Bertogne   | 23,34         | 1.030            | 44                | 82005A   |
| 2 | Longchamps | 30,68         | 1.434            | 47                | 82005B   |
| 3 | Flamierge  | 37,65         | 1.192            | 32                | 82005C   |

### Localités
- Bertogne : Bertogne, Béthomont, Compogne
- Flamierge : Flamierge, Frenet, Gives, Givroulle, Givry, Roumont-sur-Ourthe, Salle, Troismont, Tronle, Wigny
- Longchamps : Longchamps, Champs, Fays, Flamisoul, Mande-Saint-Étienne, Monaville, Rolley, Rouette, Withimont

Les villages principaux de l'ancienne commune sont Bertogne, Compogne, l'ensemble formé par Longchamps, Withimont et Monaville ainsi que le village de Givry.
L'attrait principal est le tourisme et notamment les randonnées pédestres et cyclistes (VTT).
L'ancienne commune est essentiellement rurale à faible densité de population.

### Communes limitrophes
| Tenneville | La Roche-en-Ardenne | Houffalize |
|            | Bertogne            |            |
| Sainte-Ode | Vaux-sur-Sûre       | Bastogne   |

## Démographie

### Évolution démographique avant la fusion de 1977
- Source: DGS, 1831 à 1970=recensements population, 1976= habitants au 31 décembre

### Évolution démographique de la commune fusionnée
En tenant compte des anciennes communes entraînées dans la fusion de communes de 1977, on peut dresser l'évolution suivante :
Les chiffres des années 1831 à 1970 tiennent compte des chiffres des anciennes communes fusionnées.
- Source: DGS , de 1831 à 1981=recensements population; à partir de 1990 = nombre d'habitants chaque 1 janvier[4]

## Histoire

### Seconde Guerre mondiale
En décembre 1944, lors de l'offensive von Rundstedt, Achille Choffray, instituteur à Givry et résistant depuis 1940, est fusillé avec trois jeunes gens, surpris par des soldats allemands alors qu'ils tentaient d'atteindre les lignes alliées.

### Fusion avec Bastogne
Le 11 février 2022, les bourgmestres de Bastogne (Benoit Lutgen) et de Bertogne (Christian Glaude) annoncent par surprise la fusion des deux communes lors d'une conférence de presse. La principale raison est financière : la région wallonne ayant voté un décret organisant la fusion de communes sur base volontaire, offrant une reprise de dettes des entités avec un montant de 500 euros maximum par habitant avec un plafond de 20 millions d'euros par entité fusionnée. Le tout à condition que le dossier soit rentré avant le 31 octobre 2022. L'accord de principe fut adopté le 31 mars 2022 et la décision finale fut votée au conseil communal de Bastogne le 30 juin 2022, sans attendre la consultation populaire demandée par l'opposition de Bertogne, qui s'étonne de la fusion si rapide d'une ville de 16 000 habitants avec une commune rurale de 3 500 habitants. La population de Bertogne ayant, en effet, signé une pétition de 1 623 signatures, ce qui représente plus la moitié des habitants majeurs de la commune, réclamant une consultation populaire à ce sujet. Entre-temps, le 22 mars 2022, le bourgmestre de Bertogne, Christian Glaude, annonça sa démission. Le poste fut repris par Jean-Marc Franco, favorable au projet.
La fusion a été réalisée le 2 décembre 2024. Elle crée la plus grande commune de Belgique avec une superficie de 263,7 km2, détrônant Tournai et ses 213,8 km2. En ce qui concerne la population, la nouvelle entité approche les 19 500 habitants, devenant la deuxième commune la plus peuplée de la province de Luxembourg, derrière Arlon (30 000 habitants) et dépassant Aubange (17 000 habitants) et Marche-en-Famenne (17 500 habitants).

Situation de l'ancienne commune de Bertogne dans l'arrondissement de Bastogne et la province de Luxembourg.

## Héraldique
|  | L'ancienne commune possédait des armoiries. Blasonnement : D’azur à la croix d’or cantonnée de vingt croisettes recroisettées au pied fiché du même, rangées 5 par 5 en sautoir. - Délibération communale : 17 décembre 2002 - Arrêté de l'exécutif de la communauté : 17 juillet 2003 Source du blasonnement : Lieve Viaene-Awouters et Ernest Warlop, Armoiries communales en Belgique, Communes wallonnes, bruxelloises et germanophones, t. 1 : Communes wallonnes A-L, Bruxelles, Dexia, 2002. |

## Liste des bourgmestres de 1830 à 2024
- Albert Leclère, de ... à 1980;
- Félix Debarsy, de 1980 à 1994[12],[13];
- Bernard Moinet, de 1994[14] à 2012 ;
- Christian Glaude, de 2013 à 2022 (CDH-Les Engagés), a démissionné le 22 mars 2022 ;
- Jean-Marc Franco, de 2022 à 2024[15].

## Patrimoine et culture

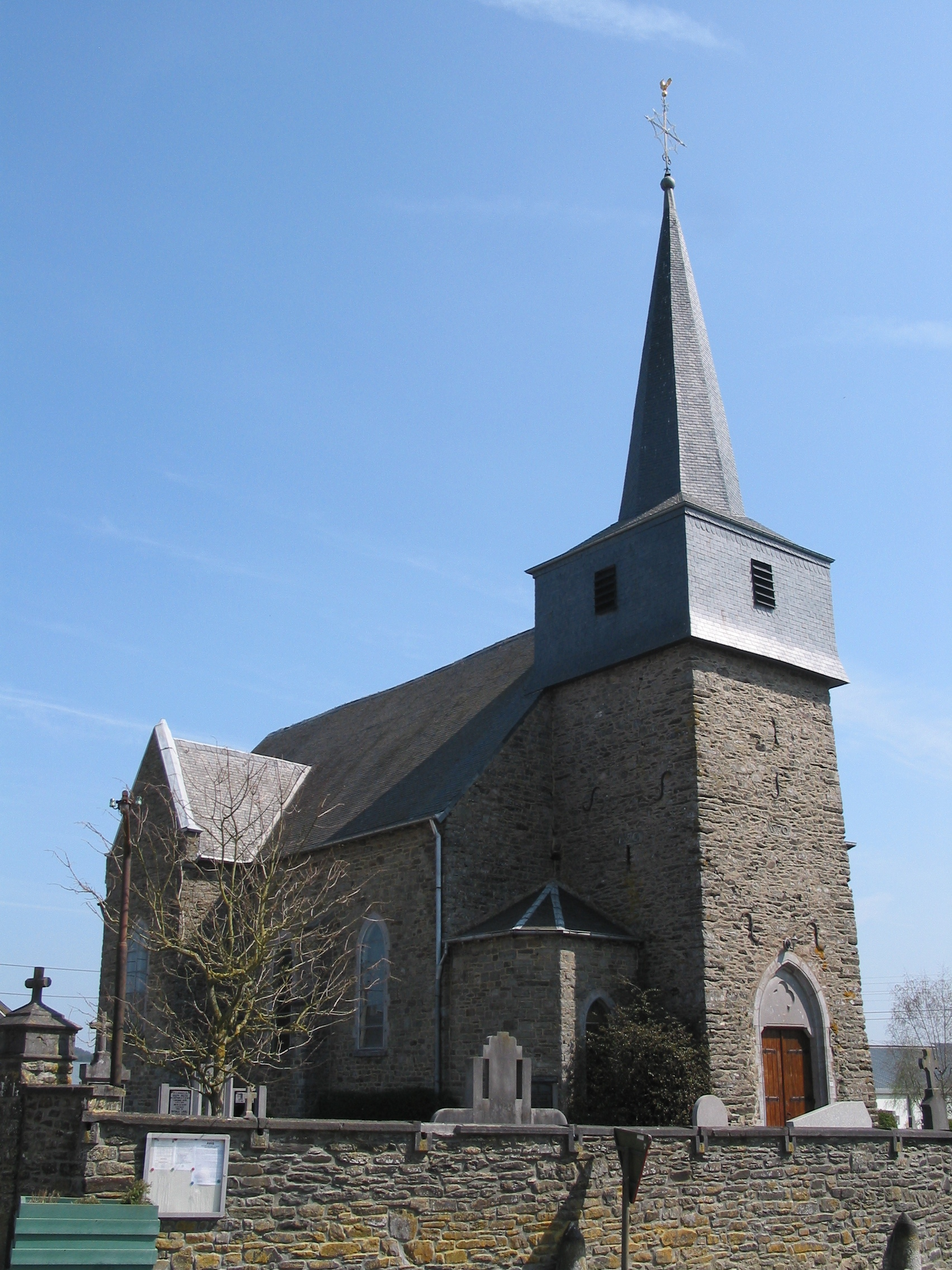
L’église Saint-Lambert.

### Patrimoine architectural
- L'église Saint-Lambert de Bertogne.
- La chapelle Sainte-Aldegonde de Flamisoul.
- Le Château de Rolley.
- l'ancienne ferme Rosière.
- Le Château de Roumont dit Relais Casaquy.

## Économie

### Sécurité et secours
L'ancienne commune fait partie de la zone de police Centre Ardenne pour les services de police, ainsi que de la zone de secours Luxembourg pour les services de pompiers. Le numéro d'appel unique pour ces services est le 112.

## Sports et vie associative

### Sports

#### Football
Le village de Givry, fait partie de l'ancienne commune de Bertogne, abrite le club de football Royale Union sportive Givry qui évolue en division 3 belge, fait remarquable pour un village de cette taille.